# Сан-Фернандо-де-Апуре
Сан-Фернандо-де-Апуре (ісп. San Fernando de Apure) — місто у центрі Венесуели. Столиця штату Апуре.

## Географія
Лежить у місці злиття річок Португеса і Ориноко.

### Клімат
Місто знаходиться у зоні, котра характеризується кліматом тропічних саван. Найтепліший місяць — березень із середньою температурою 29.4 °C (85 °F). Найхолодніший місяць — липень, із середньою температурою 26.1 °С (79 °F).
| Клімат Сан-Фернандо-де-Апуре | Клімат Сан-Фернандо-де-Апуре | Клімат Сан-Фернандо-де-Апуре | Клімат Сан-Фернандо-де-Апуре | Клімат Сан-Фернандо-де-Апуре | Клімат Сан-Фернандо-де-Апуре | Клімат Сан-Фернандо-де-Апуре | Клімат Сан-Фернандо-де-Апуре | Клімат Сан-Фернандо-де-Апуре | Клімат Сан-Фернандо-де-Апуре | Клімат Сан-Фернандо-де-Апуре | Клімат Сан-Фернандо-де-Апуре | Клімат Сан-Фернандо-де-Апуре | Клімат Сан-Фернандо-де-Апуре |
| Показник                     | Січ.                         | Лют.                         | Бер.                         | Квіт.                        | Трав.                        | Черв.                        | Лип.                         | Серп.                        | Вер.                         | Жовт.                        | Лист.                        | Груд.                        | Рік                          |
| Абсолютний максимум, °C      | 36                           | 37                           | 38                           | 38                           | 37                           | 35                           | 33                           | 33                           | 36                           | 35                           | 35                           | 36                           | 38                           |
| Середній максимум, °C        | 32                           | 33                           | 36                           | 35                           | 32                           | 31                           | 30                           | 30                           | 31                           | 32                           | 32                           | 32                           | 32                           |
| Середня температура, °C      | 27                           | 27                           | 29                           | 29                           | 27                           | 26                           | 26                           | 26                           | 27                           | 27                           | 27                           | 27                           | 27                           |
| Середній мінімум, °C         | 22                           | 22                           | 22                           | 23                           | 23                           | 22                           | 22                           | 22                           | 23                           | 22                           | 22                           | 22                           | 22                           |
| Абсолютний мінімум, °C       | 17                           | 17                           | 17                           | 20                           | 20                           | 18                           | 20                           | 20                           | 20                           | 18                           | 20                           | 18                           | 17                           |
| Норма опадів, мм             | 0                            | 0                            | 0                            | 80                           | 170                          | 270                          | 330                          | 290                          | 170                          | 110                          | 50                           | 20                           | 1530                         |
| Днів з дощем                 | 0                            | 0                            | 1                            | 5                            | 9                            | 16                           | 17                           | 16                           | 8                            | 7                            | 3                            | 1                            | 88                           |
| Вологість повітря, %         | 71                           | 66                           | 62                           | 65                           | 78                           | 85                           | 86                           | 85                           | 82                           | 80                           | 79                           | 76                           | 76                           |
| ---------------------------- | ---------------------------- | ---------------------------- | ---------------------------- | ---------------------------- | ---------------------------- | ---------------------------- | ---------------------------- | ---------------------------- | ---------------------------- | ---------------------------- | ---------------------------- | ---------------------------- | ---------------------------- |
| Джерело: Weatherbase         |                              |                              |                              |                              |                              |                              |                              |                              |                              |                              |                              |                              |                              |